# Dichelostemma congestum
Dichelostemma congestum és una planta herbàcia, perenne i bulbosa de la família de les asparagàcies. És nativa del nord de Califòrnia i del sud d'Oregon als Estats Units, on creix a boscos de muntanya i prats costaners. També es cultiva com a planta ornamental per les seves flors vistoses de color vermell i crema.
Dichelostemma congestum és coneguda amb el nom comú africà d’ookow o lliri serpentejant. Aquesta planta prolifera en prats i boscos oberts des del centre de Califòrnia s'estén al nord de Califòrnia fins a Canadà i amb menys freqüència en els contraforts de la North Range. Floreix d'abril a juny portant densos cúmuls amb moltes flors. Les flors individuals poden variar des d'un porpra blavós en color rosat. El tub de floració es pessiga una mica a la part superior i la corona de filaments es bifurca.